# Tematyczny kanał telewizji
Tematyczny kanał telewizji – forma kanału telewizyjnego skierowana do określonej grupy odbiorców:
- zainteresowanych konkretną tematyką programów nadawanych na jego antenie (np.: kanał filmowy, sportowy, muzyczny, erotyczny, dziecięcy, dokumentalny) lub bardziej szczegółowo (np.: kanał filmowy nadający tylko filmy komediowe, kanał nadający muzykę country);
- ze względu na płeć odbiorcy;
- ze względu wiek odbiorcy.